# Robin Smith
Robin Denise Smith (9 de octubre de 1964), más conocida por su nombre de Rockin' Robin, es una luchadora profesional retirada estadounidense. Hija de Grizzly Smith, es una luchadora de segunda generación; su hermano Sam Houston y su medio hermano Jake "The Snake" Roberts también fueron luchadores. Smith es conocida por sus apariciones en la World Wrestling Federation (WWF) de 1987 a 1990, donde obtuvo el Campeonato Femenino de la WWF.

## Carrera en la lucha libre profesional

### Inicios (1986–1987)
Smith creció en una familia de luchadores y disfrutaba yendo a espectáculos de lucha libre, donde afirma que ella y sus hermanos fueron tratados como celebridades. Más tarde, Smith decidió convertirse en luchadora profesional y entrenó, junto con su cuñada Nickla Roberts (conocida por su nombre en el ring Baby Doll), bajo la tutela de Nelson Royal. Durante 1987, Smith compitió como Rockin 'Robin en Wild West Wrestling, donde tuvo un feudo con Debbie Combs y Sue Green.  

### World Wrestling Federation (1987–1990)
Cuando la World Wrestling Federation decidió reiniciar su división de mujeres a fines de la década de 1980, tanto Smith como Nickla Roberts probaron para la compañía, pero el papel finalmente fue para Smith. Smith, como Rockin 'Robin, debutó en la WWF a finales de 1987. Ella compitió en el primer Survivor Series como miembro del equipo de The Fabulous Moolah. A lo largo de 1988, tuvo un feudo con Sensational Sherri por el Campeonato Femenino de la WWF.
El 7 de octubre de 1988, derrotó a Sensational Sherri, que había tenido el título durante quince meses antes, por el Campeonato Femenino en París. En el Royal Rumble en 1989, defendió el título contra Judy Martin . Smith defendió el cinturón contra Martin durante los primeros seis meses de 1989. Mientras tanto, en WrestleMania V, cantó "America the Beautiful" para abrir el espectáculo. Smith continuó defendiendo el título femenino contra Martin durante el verano de 1989. Mantuvo el campeonato hasta 1990, cuando dejó la empresa. En ese momento, el título fue retirado por WWF debido a la inactividad. Smith todavía está en posesión del cinturón del título. El título permaneció inactivo hasta 1993.

### Últimos años (1990–1992)
A diferencia de algunos exluchadores de la WWF, Smith pudo continuar usando su nombre de ring después de dejar la compañía porque poseía los derechos. En 1990, el luchador Hiro Matsuda, que había tenido un feudo con su padre en la década de 1960, eligió a Smith para la gira de All Japan Women's Pro-Wrestling. En Japón, Smith se asoció con Luna Vachon. Los bookers japoneses les dieron a las chicas una crítica positiva por su trabajo en la empresa.
En los Estados Unidos, Smith derrotó a Peggy Lee Leather por el Campeonato Internacional de la Ladies Major League Wrestling. Ella todavía defendía ocasionalmente el Campeonato Femenino de la WWF, a pesar de que el título fue oficialmente declarado vacante por la World Wrestling Federation. En mayo de 1991 defendió el Campeonato Femenino de la WWF contra la " Campeona Femenina Japonesa" Madusa Miceli en un evento de la Great Lakes Wrestling Association. El 9 de junio de 1991, derrotó a Candi Devine en la Federación Universal de Lucha Libre de Herb Abrams para convertirse en la primera Campeona Femenina de la UWF en UWF Beach Brawl. También compitió en la Ladies Professional Wrestling Association (LPWA), formando un equipo con Wendi Richter. Compitió en el único PPV de LPWA, LPWA Super Ladies Showdown.

## Vida personal
Smith y su hermano Sam Houston son los hijos de Aurelian "Grizzly" Smith y nacieron después de la disolución de su primer matrimonio. Su medio hermano es  Jake "The Snake" Roberts, que nació durante el primer matrimonio de su padre. Robin y sus hermanos lucharon en la WWF al mismo tiempo en la década de 1980, pero su relación nunca se mencionó en la pantalla a pedido de Robin. El autor y expresidente de National Wrestling Alliance Howard Brody alega en su libro "Swimming with Piranhas" que Robin fue víctima de abuso sexual a manos de su padre. Según Brody, Robin fue retirada del cuidado de su padre cuando su madre descubrió lo que había estado sucediendo.
Después de dejar la WWF en 1990, Smith se casó con un hombre llamado Harvey Zitron. Zitron fue sentenciado a 81 meses en una prisión federal por 10 cargos de presentar declaraciones de impuestos falsas, robo de identidad y fraude de dispositivos de acceso. Después de divorciarse, se mudó a Luisiana y abrió una empresa de telemercadeo que vendía químicos industriales y metales preciosos. Posteriormente abrió un negocio de tasación inmobiliaria. Durante este tiempo, Smith tuvo un problema con la bebida, pero finalmente pudo dejarlo por completo.
En 2005, la casa de Smith y todas sus pertenencias fueron destruidas por el Huracán Katrina. Durante las secuelas del huracán, se quedó con su familia en Baton Rouge, Luisiana. Ahora dirige un negocio de tasación de bienes raíces en Hammond, Luisiana.

## En lucha
- Movimientos finales
  - Bulldog[2]

- Movimientos de firma
  - Crossbody, a veces desde la cuerda superior[15]

## Campeonatos y logros
- Cauliflower Alley Club
  - Women's Wrestling Award (2011)[1]

- Great Lakes Wrestling Association
  - GLWA Women's Championship (1 vez)[16]

- Ladies Major League Wrestling
  - LMLW International Championship (1 vez)[1]

- Universal Wrestling Federation
  - UWF Women's World Championship (1 vez)[1]

- World Wrestling Federation
  - WWF Women's Championship (1 vez)[6]